# Darre von Collfryn
Koordinaten: 52° 44′ 53,8″ N, 3° 9′ 17,9″ W
Die Darre von Collfryn (englisch Collfryn corn-drying kiln) wurde 1982 bei der Ausgrabung der Einhegung Llansantffraid Deuddwr, am Collfryn Hügel in Montgomeryshire in Powys in Wales gefunden. 
Die Darre stammt aus dem 15. Jahrhundert und wurde verwendet, um Hafer und Weizen zu trocknen. Da Getreide erst unterhalb von 14,5 % Feuchte sicher lagerfähig ist, je nach Witterung aber mit einer höheren Feuchte gedroschen wird, muss die Feuchte durch Trocknung entzogen werden. Würde die Lagerung zu feucht erfolgen, wäre Pilzbefall die Folge. 

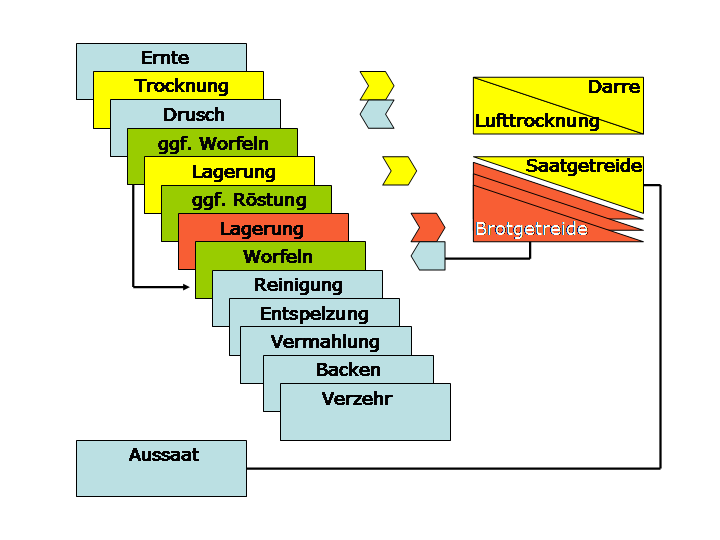
Mittelalterlicher Getreidekreislauf

Die Anlage zeigt die typische Schlüssellochform, die z. B. auch in Haynestown im County Louth in Irland belegt ist. Das Schürloch, am Ende des Schlüsselbartes gelegen, liegt im Graben einer wesentlich älteren, in der Eisenzeit und der römischen Kaiserzeit genutzten Einhegung. Der aus Ringen senkrechter Platten gebildete Basisbereich des runden Trockenraumes, der mit Warmluft beaufschlagt wurde, war in den Wall der Einfriedung eingeschnitten worden. Das bienenkorbartige Oberteil aus organischem Material (z. B. Korbgeflecht) ist nicht erhalten. 
Da Getreidedarren (walisisch odyn grasu) manchmal in Gehöften oder Siedlungen, wie New Radnor, gefunden wurden, ist die Felddarre von Collfryn einmalig in Wales, wo allerdings Darren dieses Typs bis Anfang des 19. Jahrhunderts üblich gewesen sein müssen, was durch alte Flurnamen wie Cae'r Odyn (Feldofen) angezeigt wird. Überlieferungen verweisen darauf, dass das Getreide auf einem Zwischenboden aus Brettern und Stroh oder in Stoffbeuteln, die im Trockenraum aufgehängt waren, getrocknet wurde. Aufzeichnungen des 19. Jahrhunderts besagen, dass das nach der alten Mode getrocknete Getreide süßeres Brot ergab als das aus modernen Ziegeldarren.